# Глиста
Глиста (понекад црв) представља назив неколико фамилија чланковитих црва. Глисте живе у земљи, води или паразитирају у телу човека или других живих бића. Обично су ваљкастог облика. Имају и мушке и женске полне органе, што их чини хермафродитима. Могу да достигну дужину и до 1 метра.